# يبارة (إسماعيلية)
يبارة (بالفارسية: یباره) هي قرية وتقع في إيران في قسم إسماعيلية الريفي. يقدر عدد سكانها بـ 76 نسمة بحسب إحصاء 2016.